# Tornaco
Tornaco (piemontesisch Torgàn, lombardisch Torgän) ist eine Gemeinde mit 852 Einwohnern (Stand 31. Dezember 2023) in der italienischen Provinz Novara (NO), Region Piemont.
Die Nachbargemeinden sind Borgolavezzaro, Cassolnovo (PV), Cilavegna (PV), Gravellona Lomellina (PV), Terdobbiate und Vespolate.

## Geographie
Der Ort liegt auf einer Höhe von 122 m über dem Meeresspiegel. Das Gemeindegebiet umfasst eine Fläche von 13 km².